# Epipterygium immarginatum
Epipterygium immarginatum är en bladmossart som beskrevs av Mitten 1869. Epipterygium immarginatum ingår i släktet Epipterygium och familjen Bryaceae. Inga underarter finns listade i Catalogue of Life.